# Volo Chalk's International Airlines 101
Il volo Chalk's International Airlines 101 era un volo di linea della Chalk's International Airlines operato con un Grumman G-73 Turbo Mallard che il 19 dicembre 2005 precipitò in mare in seguito ad un cedimento strutturale. Tutti i passeggeri ed i membri dell'equipaggio persero la vita nell'incidente.

## L'aereo
L'aereo era un Grumman G-73T Turbine Mallard di 58 anni prodotto nel 1947. Il capitano era Michelle Marks, 37 anni, di Boynton Beach, Florida. Marks era stata promossa capitano un anno prima dell'incidente. Il primo ufficiale Paul DeSanctis, 34 anni, di Wyomissing, Pennsylvania, si era unito alla compagnia aerea otto mesi prima dell'incidente. Marks aveva 2.820 ore di volo al suo attivo e DeSanctis aveva accumulato 1.420 ore di volo. Entrambi i piloti sono morti nello schianto.

## L'incidente
Il volo 101 era un regolare volo di linea da Fort Lauderdale, Florida, a Bimini, Bahamas. Il 19 dicembre 2005, il volo effettuò uno scalo non programmato a Watson Island, Miami, Florida, e si schiantò al largo di Miami Beach subito dopo il decollo. Alcuni testimoni riferirono di aver visto fumo e fiamme sprigionarsi dall'aereo prima del distacco dell'ala destra e della caduta nell'oceano. Poco più della metà dei passeggeri era di Bimini ed era di ritorno dallo shopping natalizio in Florida. Sergio Danguillecourt, membro del consiglio di amministrazione della Bacardi (e pro-nipote del fondatore dell'azienda Facundo Bacardi) e la moglie, Jacqueline Kriz Danguillecourt, erano a bordo. Il suo corpo, l'ultimo ritrovato, fu recuperato da un pescatore vicino a Key Biscayne, a quattro miglia dal luogo del disastro. Probabilmente, Danguillecourt si era slacciato la cintura di sicurezza in un estremo tentativo di fuga dall'aereo. I corpi di tutti gli altri passeggeri furono trovati ancora seduti ai loro posti.
L'incidente è avvenuto nel Government Cut channel, un canale navigabile che collega il Porto di Miami con l'Oceano Atlantico. Per non interferire con le operazioni di recupero dei corpi delle vittime e del relitto, il canale venne chiuso alla navigazione fino alle 06:30 del giorno successivo, causando il fermo di almeno tre navi da crociera.
Questo è stato il primo e unico incidente che ha visto coinvolto un aereo della Chalk's Ocean Airways. La società, attiva a Miami dal 1919 e che fino a pochi anni prima era di proprietà del magnate Donald Trump, non aveva mai avuto alcun incidente mortale.

## Le indagini

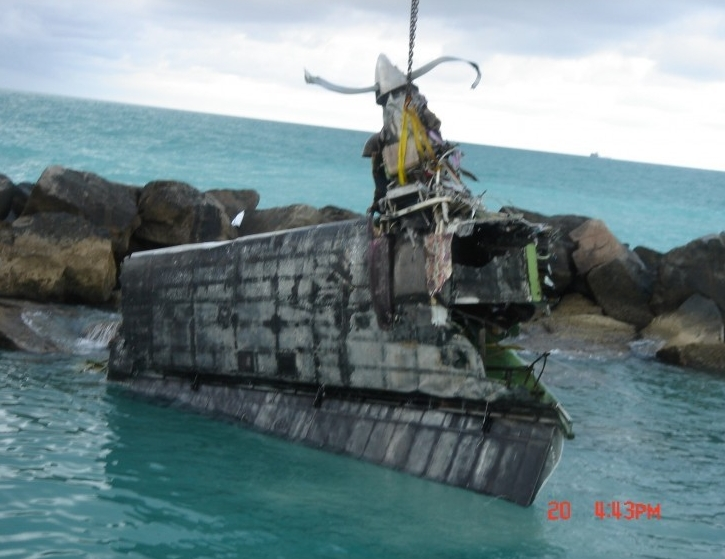
L'ala destra recuperata del volo 101.

Il 22 dicembre 2005 l'NTSB ha emesso un comunicato stampa che includeva immagini che mostravano la fatica del metallo sull'ala che si era rotta. La scoperta della fatica metallica nell'ala ha portato la Chalk's Ocean Airways a mettere a terra volontariamente il resto della sua flotta per ulteriori ispezioni.
Il 30 maggio 2007, Reuters ha riferito che "Il National Transportation Safety Board ha affermato che la Chalk Ocean Airways non è riuscita a identificare e riparare adeguatamente le crepe da fatica sul Grumman Turbo Mallard del 1947. Il comitato di sicurezza, nel suo rapporto finale sulla probabile causa dell'incidente, ha notato numerosi problemi legati alla manutenzione sull'aereo e su un altro di proprietà della compagnia, sollevando dubbi sulle pratiche di manutenzione dell'aereo di Chalk's Ocean Airways. "I segnali di problemi strutturali c'erano ma non sono stati affrontati", ha detto il presidente del comitato per la sicurezza Mark Rosenker. Il comitato per la sicurezza ha inoltre affermato che la Federal Aviation Administration (FAA) non è riuscita a rilevare e correggere le carenze di manutenzione della compagnia aerea. I regolamenti esentano gli idrovolanti più vecchi da una rigorosa supervisione strutturale. Chalk non ha commentato i risultati del comitato di sicurezza. La FAA ha affermato di non avere alcuna indicazione che il programma di manutenzione della compagnia aerea fosse in discussione. "Le normative sono chiarissime: il vettore ha la responsabilità primaria dell'aeronavigabilità della (sua) flotta e ciò include l'effettuazione di adeguate riparazioni strutturali", ha affermato l'agenzia in una nota.

### Causa probabile
L'NTSB ha stabilito che la probabile causa dell'incidente era un cedimento per fatica nell'ala destra innescato da una crepa in una traversa lungo la campata vicino alla radice alare. La crepa era stata rilevata attraverso un foro (un'apertura nella parete della traversa che consente al carburante di fluire da un lato all'altro della traversa) e apparentemente riparata in precedenza, ma alla fine la riparazione si sarebbe rivelata inefficace.

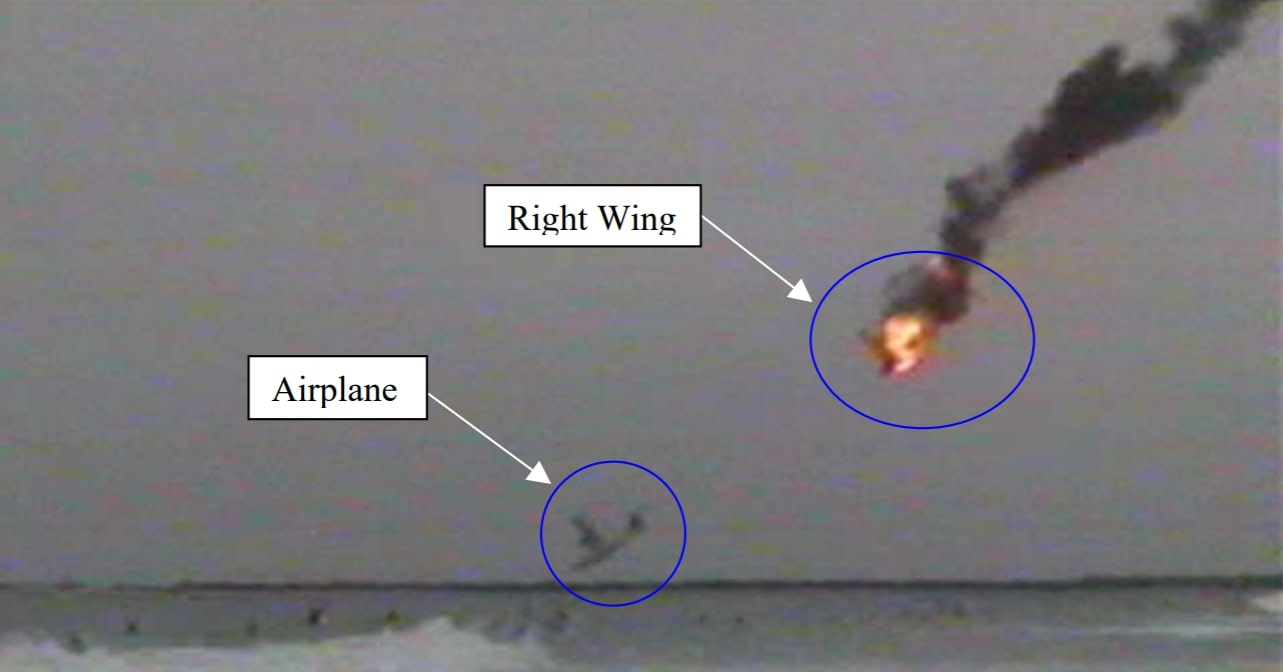
L'aereo precipita dopo essersi rotto in volo.

Il Mallard è stato progettato negli anni '40 con una cosiddetta "ala bagnata" in cui i serbatoi del carburante, invece di essere elementi separati all'interno dell'ala, sono costruiti da porzioni sigillate della struttura alare stessa. Ciò elimina il peso aggiuntivo dei serbatoi e consente inoltre di contenere più carburante all'interno di una data dimensione di ala. Lo svantaggio di questa forma costruttiva è che tutti i giunti attorno alle cuciture del serbatoio devono essere sigillati per garantire la tenuta del serbatoio. Inoltre, la normale flessione dell'ala in volo tende ad aprire le cuciture per periodi prolungati, portando a perdite di carburante. Grumman, il produttore, aveva emesso avvertimenti già nel 1963 riguardo a perdite di carburante dall'ala del Mallard che indicavano possibili problemi strutturali.

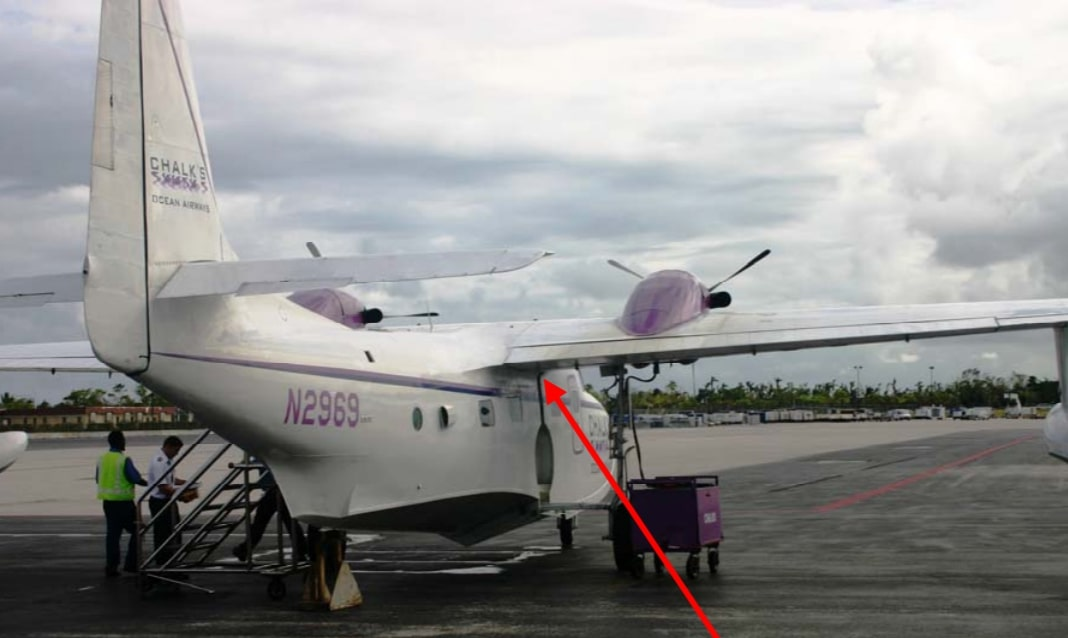
L'aereo coinvolto nell'incidente, la freccia rossa mostra la posizione della separazione delle ali

L'aereo dell'incidente presentava da diversi mesi ripetute perdite di carburante da entrambe le ali che erano state risolte dall'operatore applicando ripetutamente un sigillante alle giunture interne dei serbatoi del carburante. Nell'applicare il sigillante all'interno del serbatoio dell'ala destra, l'operatore ha inavvertitamente applicato il materiale su un longherone inferiore danneggiato (un importante elemento strutturale portante dell'ala) in modo tale da nascondere una fessura da fatica. La crepa è stata scoperta durante la precedente manutenzione ed è stato effettuato un tentativo di ripararla mediante molatura. Nell'applicare il sigillante, l'operatore doveva accedere all'interno del serbatoio del carburante utilizzando piccoli sportelli di ispezione rimovibili sulla superficie superiore dell'ala. Ciò ha comportato una scarsa visibilità e condizioni scomode per lavorare all'interno del serbatoio. Il sigillante ha nascosto la precedente riparazione della traversa e ha reso impossibile il successivo controllo per ulteriori danni a questo componente (ad esempio, qualsiasi crescita di crepe).
Il primo segno esteriore di possibili problemi significativi con l'aereo dell'incidente fu quando fu notata una crepa nel senso della corda (che va dalla parte anteriore dell'ala verso la parte posteriore) nella pelle della superficie inferiore dell'ala destra alla radice. Dopo diversi tentativi falliti di chiudere la fessura praticando dei fori, la fessura è stata ripetutamente riparata apponendo dei duplicatori (pezze metalliche destinate a sopportare il carico della parte danneggiata, una normale procedura di riparazione per lievi danni alla pelle), che sono stati rivettati la pelle screpolata. Tuttavia, la fessura ha continuato a crescere, richiedendo l'installazione di duplicatori sempre più lunghi. Anche se la fessura cutanea si stava lentamente allungando, si pensava che non fosse altro che un problema cutaneo, che poteva essere risolto applicando un duplicatore.
Come la maggior parte degli aerei del periodo, il Mallard fu costruito utilizzando una struttura in alluminio rinforzato. A differenza dei precedenti velivoli rivestiti in tessuto in cui il rivestimento in tessuto è meramente per scopi aerodinamici e contribuisce poco alla resistenza complessiva della cellula, il rivestimento metallico stesso trasporta parte dei carichi di volo ed è sollecitato durante il volo. Molti di questi velivoli sviluppano nel tempo piccole crepe sulla pelle; a condizione che vengano intraprese azioni adeguate per riparare eventuali crepe, la sicurezza dell'aeromobile non sarà compromessa.
L'invisibile traverso incrinato sull'aereo dell'incidente ha permesso all'ala destra di flettersi maggiormente durante il volo, aumentando le forze di flessione alla radice in modo tale che la fessura visibile della pelle aumentava lentamente in lunghezza con ogni volo successivo.
La fessura nella parte inferiore dell'ala si è allungata fino a quando l'ala è stata così indebolita da non essere più in grado di sostenere i carichi di volo durante il volo dell'incidente e l'ala si è separata. Ciò ha causato il rilascio e l'incendio del carburante contenuto nell'ala, provocando l'incendio visto dai testimoni. Per puro caso, un turista di New York è riuscito a catturare sul suo cellulare il video degli ultimi momenti del volo 101 mentre l'aereo precipitava verso l'oceano. Il filmato mostrava chiaramente l'aereo e l'ala destra in fiamme che cadevano in due punti separati mentre colpivano l'acqua.
Esaminando i rottami, gli investigatori scoprirono che, oltre ai duplicatori esterni, erano stati fissati anche dei duplicatori interni nella zona della radice di entrambe le ali. Tuttavia, i registri di manutenzione per queste riparazioni non erano disponibili. Gli investigatori hanno anche concluso che la traversa incrinata che ha dato inizio alla perdita dell'ala probabilmente aveva ceduto completamente per un considerevole periodo di tempo prima dell'incidente, portando ad un sostanziale indebolimento della struttura dell'ala.

## Età della flotta

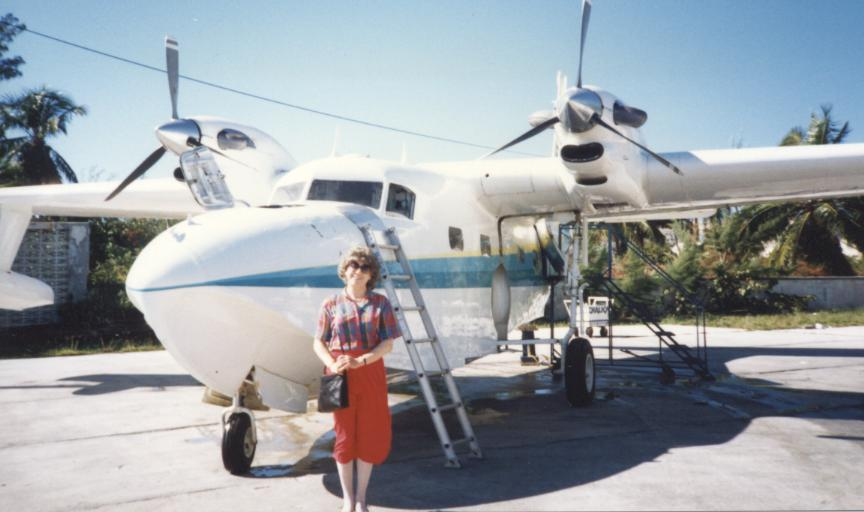
L'aereo dell'incidente all'idroscalo di Bimini, Bahamas, nel novembre 1989.

L'aereo dell'incidente era stato costruito nel 1947 e il produttore, Grumman (ora Northrop Grumman), aveva prodotto solo 60 esemplari di questo tipo. Grumman cessò la produzione dell'aereo nel 1951, lasciando gli operatori senza alcuna fonte di nuovi pezzi di ricambio. La Chalk's Ocean Airways dovette ricorrere all'acquisizione di diversi germani reali non idonei al volo da cannibalizzare per pezzi di ricambio. Inoltre, il tipo di aereo utilizzato per le operazioni di Chalk, un idrovolante per il trasporto di passeggeri, è di un tipo non più prodotto dalle compagnie aeree, quindi l'opzione di sostituire la vecchia flotta Mallard con modelli più recenti non era disponibile. Al momento dell'incidente, l'aereo aveva 58 anni, aveva accumulato più di 31.000 ore di volo totali e aveva completato oltre 40.000 cicli di decollo/atterraggio.
Quando venne certificato nel 1944, il progetto Mallard doveva soddisfare un'analisi di resistenza statica. Tuttavia, non era ancora in vigore alcun requisito relativo alla fatica del metallo, poiché a quel tempo non era stato sviluppato alcun metodo di analisi della fatica soddisfacente. Il Mallard quindi non era stato progettato con alcun valore di "vita sicura", a differenza della maggior parte degli aerei da trasporto civile odierni, che hanno progettato una vita a fatica di circa 65.000-70.000 ore, o vent'anni. Inoltre, il produttore non aveva rilasciato alcun manuale di riparazione autorizzato per il tipo di aeromobile e la responsabilità di autorizzare le tecniche di riparazione era stata acquisita da una società esterna dopo che Grumman aveva interrotto il supporto per il tipo.
L'aereo dell'incidente era stato acquisito da Chalk's nel 1980 ed era stato aggiornato a un G-73T Turbo Mallard nel luglio 1981 quando i suoi motori a pistoni Pratt & Whitney Wasp H originali erano stati sostituiti con turboelica Pratt & Whitney Canada PT6.

## Conseguenze
A seguito di una serie di incidenti che avevano coinvolto gli aerei della Chalk, i piloti si dichiararono preoccupati per lo stato di manutenzione della flotta. I piloti avevano sperimentato una serie di guasti ai motori e un incidente in cui un cavo di controllo dell'equilibratore si era spezzato in volo. Ciò portò molti dei piloti di Chalk a riconsiderare la loro posizione nella compagnia, e uno, avendo subito due guasti ai motori durante il suo periodo lì, si dimise dalla sua posizione per quelli che percepiva come problemi di manutenzione persistenti con la flotta.
Dopo l'incidente, tutti i Mallard rimasti nella flotta della Chalk furono messi a terra. Successivamente, si scoprì che tutti erano gravemente corrosi e molti mostravano segni di riparazioni inferiori agli standard.
Nel 2007, il Dipartimento dei trasporti degli Stati Uniti d'America revocò il certificato di operatore aereo della compagnia; Chalk's cessò le operazioni più tardi nell'anno.

## Nella cultura di massa
L'incidente del volo 101 della Chalk's Ocean Airways è stato analizzato nell'ottava puntata Disastro all'idroscalo di Miami della nona stagione del documentario Indagini ad alta quota trasmesso dal National Geographic Channel.
Lo stesso aereo con la sigla N2969 è  stato utilizzato nella puntata 14 della stagione 4 "Giocattoli Mortali" del telefilm poliziesco anni 80 "Miami Vice".